# Malva linnaei
Malva linnaei är en malvaväxtart som beskrevs av M.F. Ray. Malva linnaei ingår i Malvasläktet som ingår i familjen malvaväxter. Inga underarter finns listade i Catalogue of Life.

## Bildgalleri

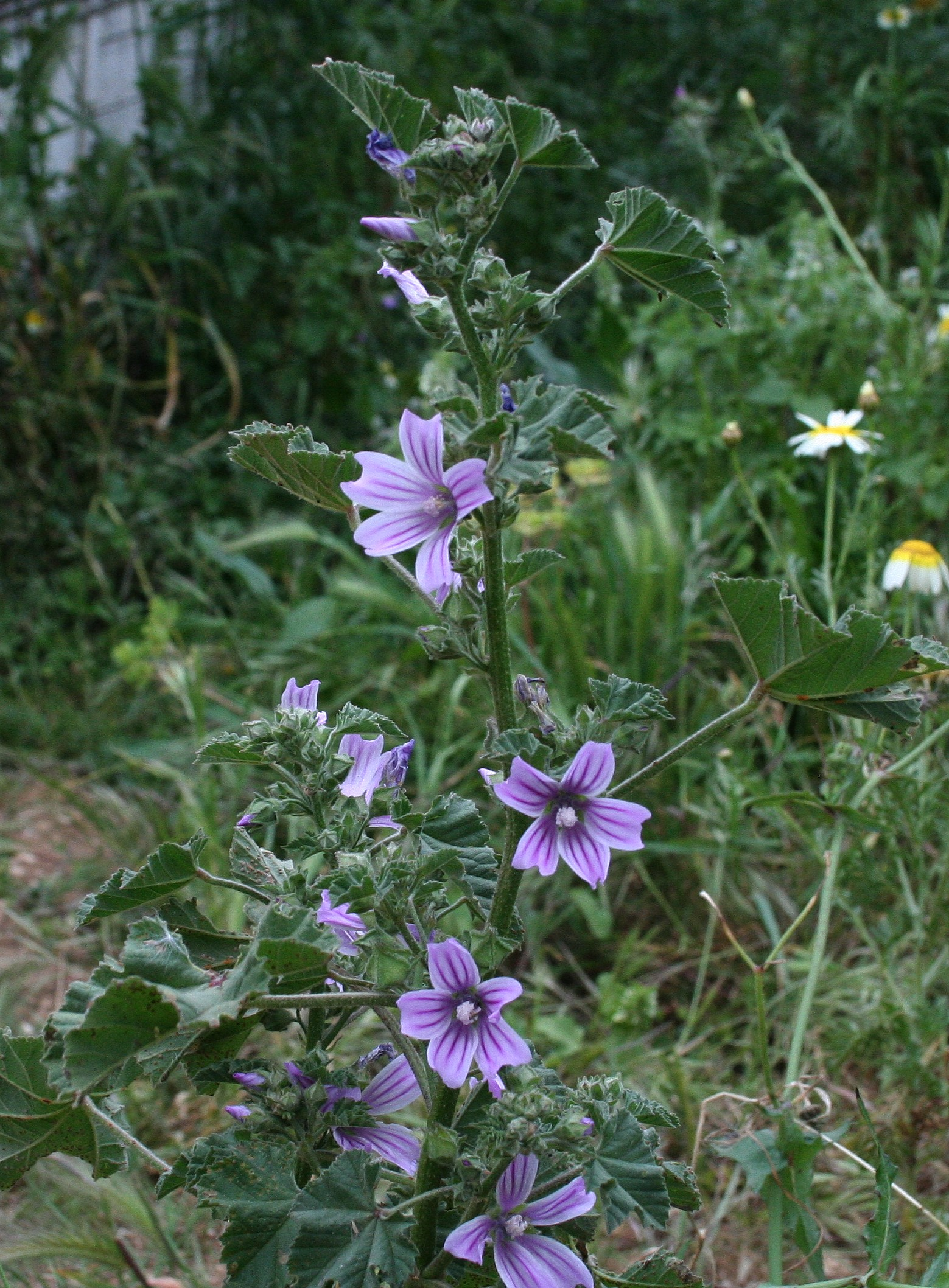
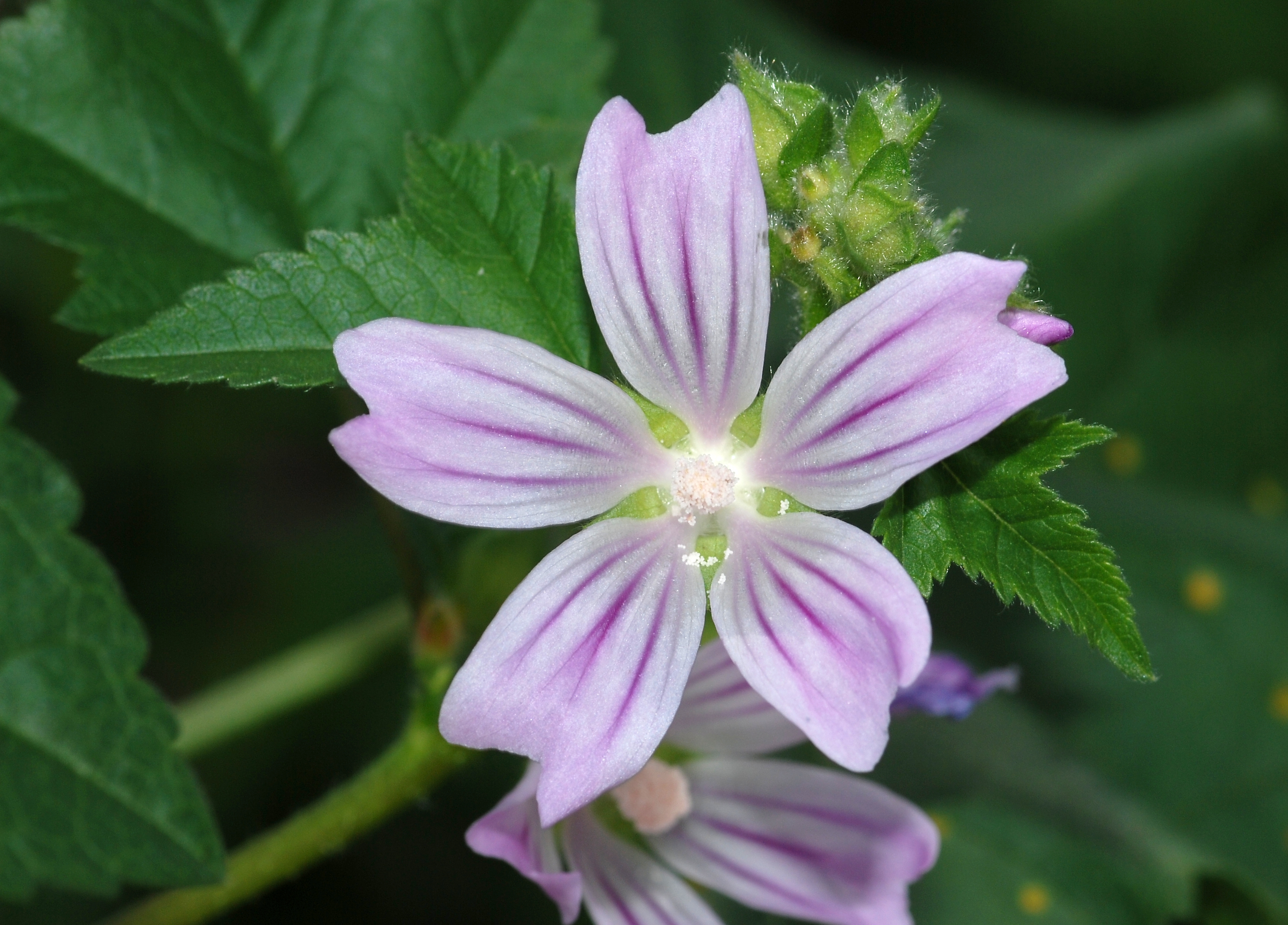